# 新ダイビル
新ダイビル (2代目)は大阪市北区堂島浜1-2-1に位置する建造物、2015年 (平成27年)竣工。

## 沿革
当時の大阪建物（旧・大阪ビルヂング、現・ダイビル）会社では、1925年（大正14年）に大阪・中之島の地において大阪ビルヂングの建築を、1927年（昭和2年）には東京・内幸町の地にも大阪ビルヂング東京分館の建築をそれぞれ成し、先述の地において新館を増築するなどしながら営業活動を行っているところであったが、それに続くものとして新たなる貸事務所の建築を企てていた。会社は、その意図をもって、大戦中の空襲で建物焼失した後は米軍拘置所として同軍に接収されてあった現・大阪府大阪市北区堂島浜一丁目2番6号の敷地を順次取得し、さるに1953年（昭和28年）4月28日には接収が解かれて、1955年（昭和30年）10月に至っては目論んだ全てを手中とした。
然るに、計画は当時の経済情勢などもあって遅れることとなり、この期間敷地は野球場、米国製遊戯機械の見世物ならびに中国見本市の会場などとして暫定利用されていたが、1956年（昭和31年）9月28日には第1期工事として南館が起工の運びとなり、1958年（昭和33年）4月30日には竣工を迎えた。1961年（昭和36年）4月20日からは第2期工事として北館が起工され、1963年（昭和38年）10月25日には竣工し計画は完成を見た。
建築は改装がなされるなどしながら40年以上にわたって維持されたが、2007年（平成19年）に至って会社は超高層建物への建て替えを発表した。これに対して日本建築学会近畿支部は会社に保存要望書を提出。会社はこれに回答はしたものの要望は受け入れず、ついに2010年（平成22年）をもってこれを取り除いた。

## 建築概要
外装には藤本美弘作による羊の像がいくつか鎮座した。屋上には大林組ならびに辻本龍松園の施工による緑化がなされていて、それは屋上樹苑と称されたのである。設計は南館・北館とも村野・森建築事務所。

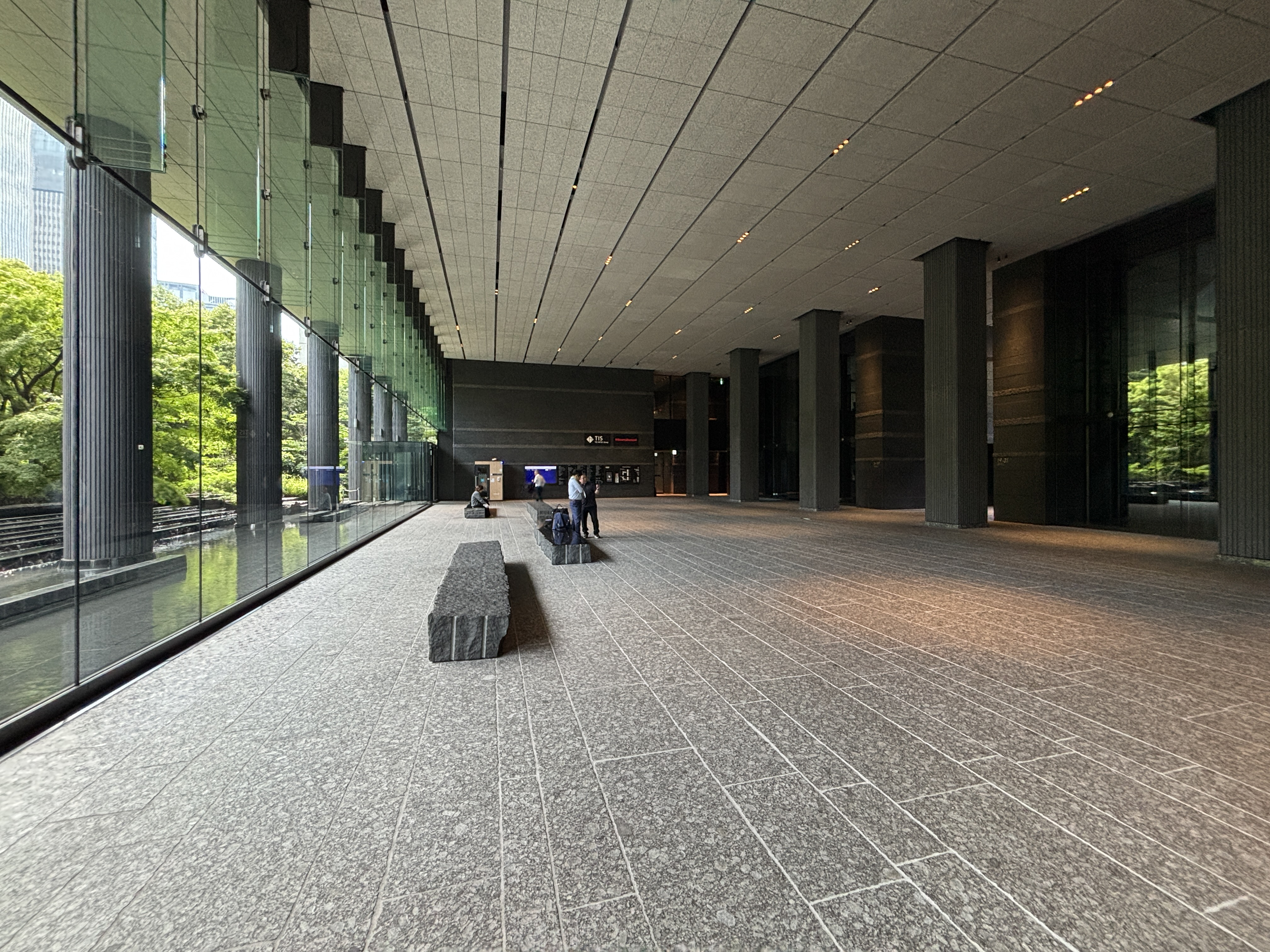
オフィスロビー
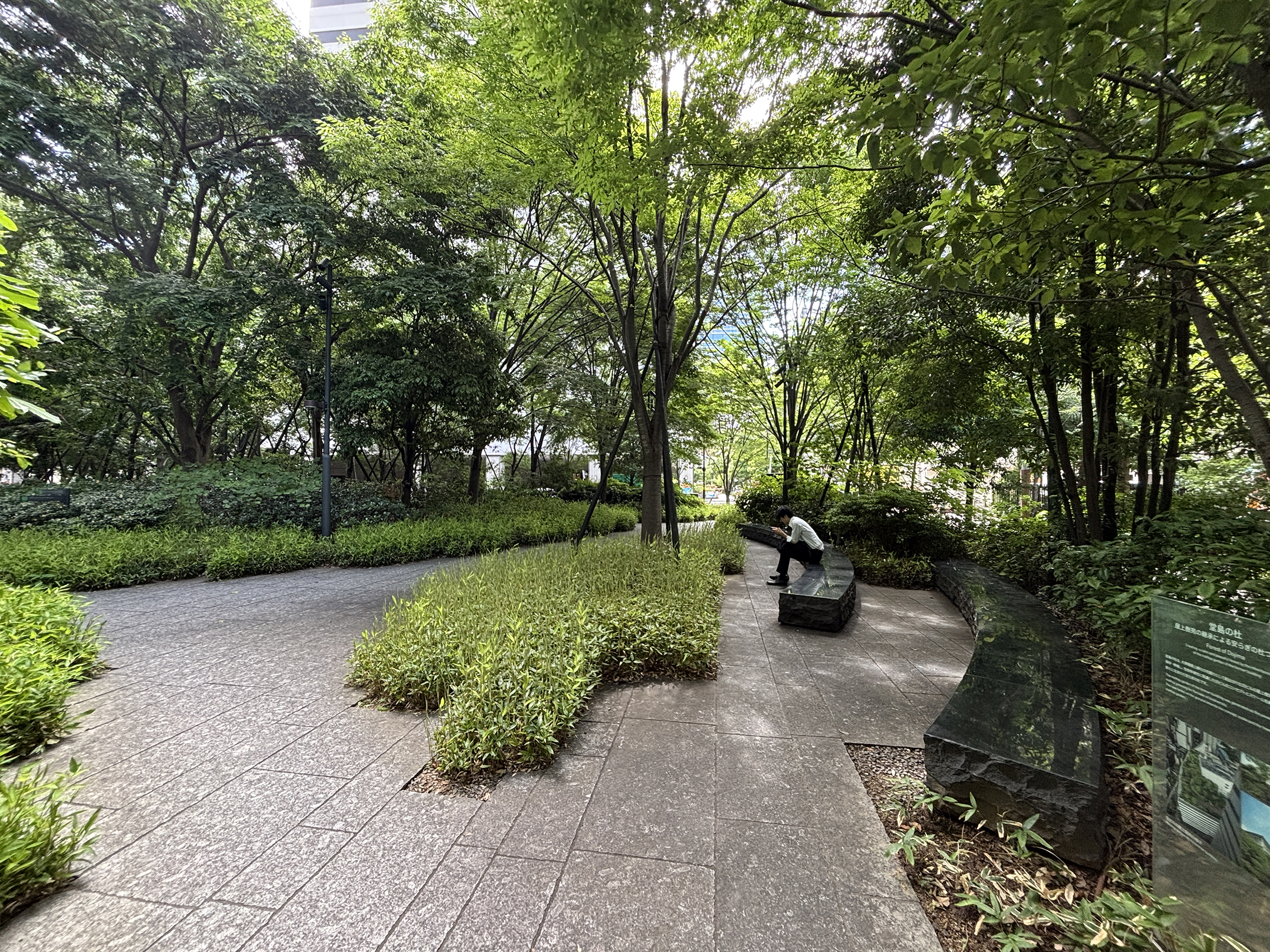
屋外庭院
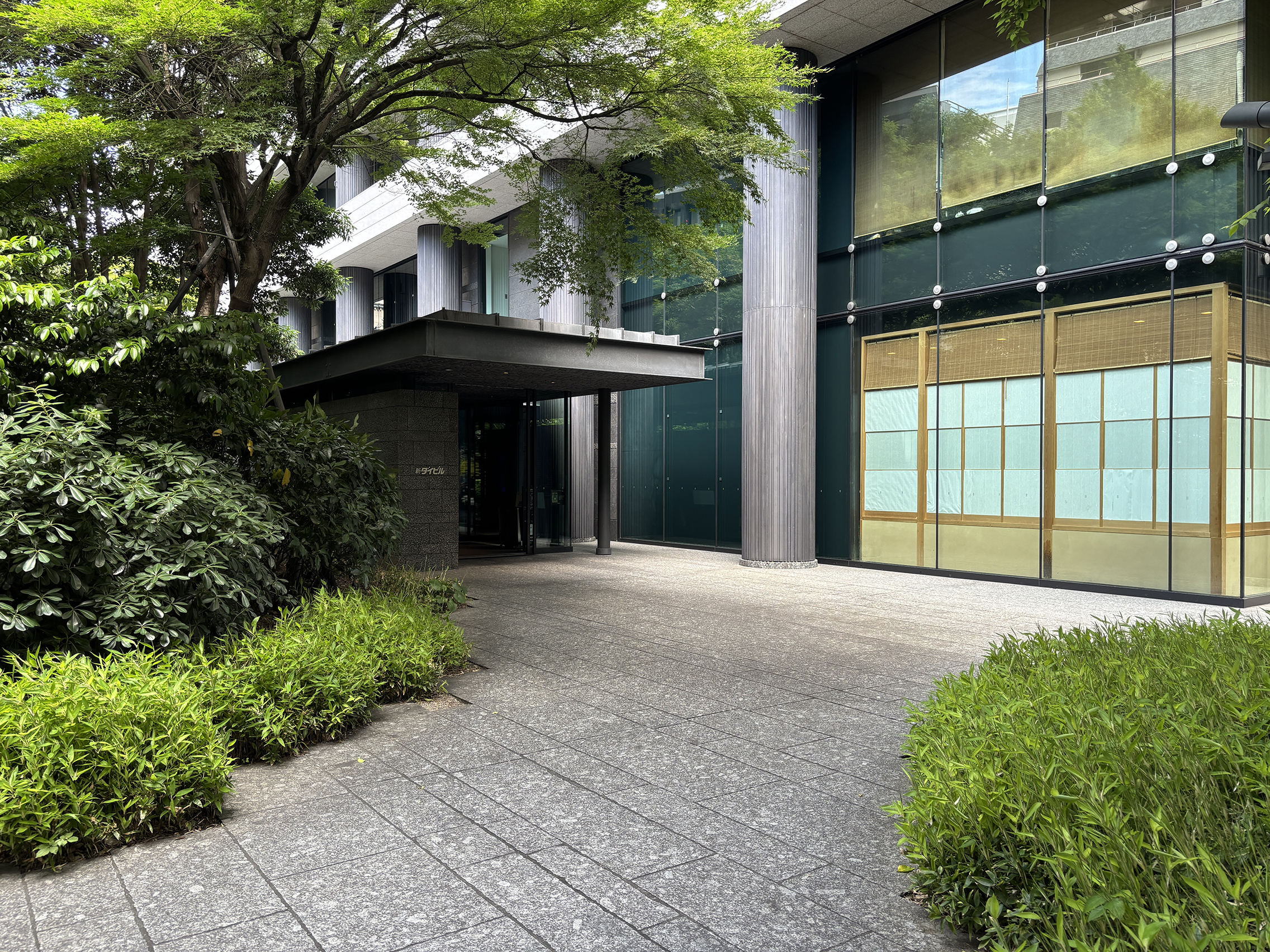
入口

## 入居企業
- アメリカン・エキスプレス（17F）
- TIS（19-22F）
  - アグレックス（22F）
  - クオリカ（22F）
  - 中央システム（22F）
  - TISソリューションリンク（23F）
- 日立グループ（9F）
- 日立製作所（12-14F）
- 日立ソリューションズ（10-12F）
- 日立システムズ（8F）
- 丸紅
- パシフィックコンサルタンツ

## 外部認証
新ダイビルの敷地は、JHEP認証制度における最高ランク(AAA)を受けている。